# Stultsjön
Stultsjön är en sjö i Hudiksvalls kommun och Söderhamns kommun i Hälsingland och ingår i Nianån-Norralaåns kustområde. Sjön är 20 meter djup, har en yta på 0,864 kvadratkilometer och befinner sig 172,2 meter över havet. Sjön avvattnas av vattendraget Enångersån (Nyboån).

## Delavrinningsområde
Stultsjön ingår i det delavrinningsområde (682415-154725) som SMHI kallar för Utloppet av Stultsjön. Medelhöjden är 232 meter över havet och ytan är 10,31 kvadratkilometer. Räknas de 4 avrinningsområdena uppströms in blir den ackumulerade arean 15,55 kvadratkilometer. Avrinningsområdets utflöde Enångersån mynnar i havet. Avrinningsområdet består mestadels av skog (82 procent). Avrinningsområdet har 0,92 kvadratkilometer vattenytor vilket ger det en sjöprocent på 8,9 procent.